# Acanthogonatus incursus
Acanthogonatus incursus is een spinnensoort in de taxonomische indeling van de bruine klapdeurspinnen (Nemesiidae).
Acanthogonatus incursus werd in 1916 beschreven door Chamberlin.